# H. Norman Schwarzkopf senior

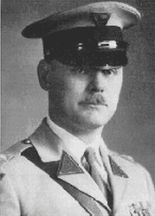
Schwarzkopf, erster Superintendent der State Police von New Jersey (1921).

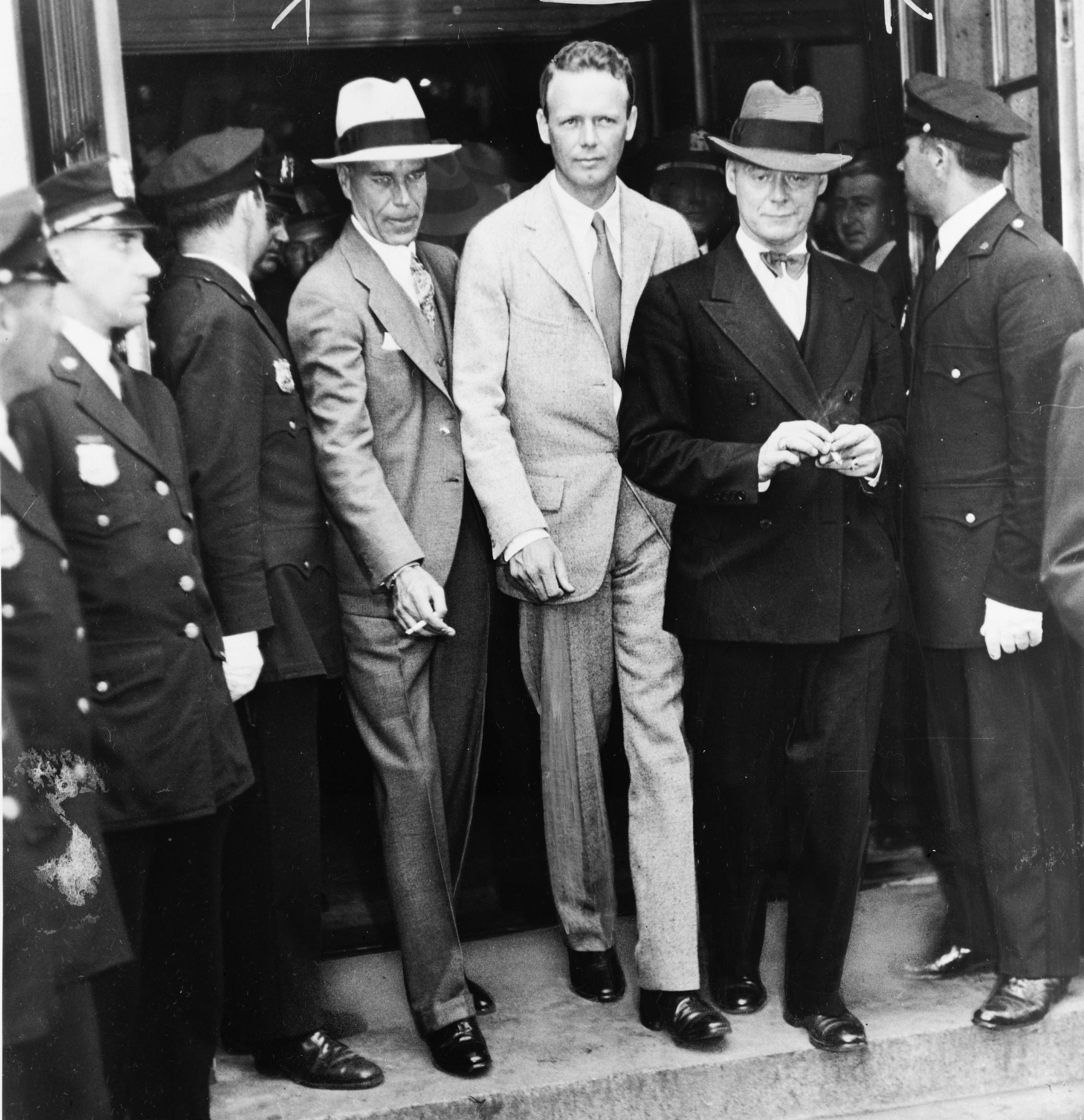
Schwarzkopf rechts neben Charles Lindbergh (1935).

Herbert Norman Schwarzkopf senior (* 28. August 1895 in Newark, New Jersey; † 25. November 1958) war ein US-amerikanischer Polizeioffizier und Generalmajor. Bekannt wurde er vor allem als Leiter der New Jersey State Police während der Entführung des Lindbergh-Babys. Er ist zudem Vater des Befehlshabers der alliierten Streitkräfte während des 2. Golfkrieges 1991, Norman Schwarzkopf junior.

## Leben
Schwarzkopfs Großeltern stammten aus Deutschland, wodurch er neben der englischen auch die deutsche Sprache erlernte. Nachdem er 1917 erfolgreich seine Ausbildung, die Akademie der US Army in West Point, beendet hatte, wurde er als Leutnant der American Expeditionary Forces während des Ersten Weltkrieges in Frankreich eingesetzt und kehrte im Rang eines Colonel in die Vereinigten Staaten zurück.
Nach seiner Rückkehr in die Vereinigten Staaten wurde Schwarzkopf 1921 erster Superintendent der neu gegründeten State Police von New Jersey, er sollte dieses Amt bis 1936 ausüben. Er wurde durch die Ermittlungen wegen der Entführung des Lindbergh-Babys bekannt.
1940 trat er wieder in die Dienste der US-Army. Wegen seiner Erfahrungen als Polizeichef wurde er im August 1942 als Mitglied der US-Militärmission im Iran zur Reorganisation der Gendarmerie eingesetzt. 1948 wurde Schwarzkopf als Leiter der Militärmission für die Reorganisation der Gendarmerie (GENMISH) und Chef der iranischen Gendarmerie von Schah Mohammad Reza Pahlavi entlassen und durch den iranischen General Sadiq Kupal ersetzt. Schwarzkopf kehrte daraufhin im Sommer 1948 in die USA zurück.
Nach dem Ende seiner Mission im Iran wurde Schwarzkopf, zu diesem Zeitpunkt bereits Brigadegeneral, zuerst stellvertretender, später Kommandant aller Militärpolizisten (Provost Marshal) für die US-amerikanische Besatzungszone in Deutschland.
Im August 1953 wurde Schwarzkopf während der Abadan-Krise in den Iran entsandt, um die Operation Ajax zusammen mit dem CIA-Agenten Kermit Roosevelt jr. vorzubereiten, die zum Sturz des amtierenden Premierministers Mossadegh führte.
Ende 1953 trat er als Generalmajor in den Ruhestand. Herbert Norman Schwarzkopf starb am 25. November 1958 an den Folgen von Lungenkrebs. Er war mit Ruth Bowman (1900–1977) verheiratet, einer Krankenschwester aus West Virginia.